# Monsters, Inc.
Monsters, Inc. (títol original en anglès: Monsters Inc.) és una pel·lícula d'animació estatunidenca de 2001, el quart llargmetratge dels estudis Pixar, guanyadora de l'Oscar a la millor cançó original. Guarda moltes similituds amb la pel·lícula Little Monsters (1989). Fou escrita per Robert L. Baird, Jill Culton, Peter Docter, Ralph Eggleston, Dan Gerson, Jeff Pidgeon, Rhett Reese, Jonathan Roberts i Andrew Stanton i dirigida per Peter Docter, Lee Unkrich i David Silverman. Va ser reestrenada en 3D el 2012. Walt Disney Pictures va estrenar-ne la preqüela el 2013 anomenada Monsters University. El 2021 es va estrenar una sèrie de televisió anomenada Monsters at Work.

## Argument
A Monstruòpolis, els monstres viuen aliens al món dels humans. Excepte a Monsters, Inc., una empresa dedicada a espantar els nens per a obtenir energia a partir dels seus crits. No obstant això, és una tasca difícil, ja que qualsevol objecte que hagi mantingut contacte amb un nen és potencialment tòxic per als monstres. Per això, han de ser extremadament curosos cada vegada que viatgen al món dels humans, utilitzant una porta d'un armari, per a no portar a Monstruòpolis res procedent del món humà.
James P. Sullivan, àlies Sullivan, un monstre de pèl blau de més de 2 metres, posseeix el rècord com a espantador de nens. Mike, un vivaç monstre verd d'un sol ull, és el seu ajudant espantador i el seu millor amic. Randall, un monstre morat, amb forma de sargantana i qualitats camaleòniques, és el major rival de Sulley.
Una nit, mentre Sulley comprova el seu material, descobreix que s'han deixat una porta sense guardar, i en obrir-la per a comprovar-la, una nena entra al món dels monstres. Boo, com anomenen Sulley i Mike a la nena, pot causar una gran histèria si és descoberta, pel que els dos amics decideixen buscar de nou la porta per a retornar-la a la seva llar, mentre intenten que passi desapercebuda.

## Personatges
- John Goodman: James P. "Sulley" Sullivan
- Billy Crystal: Michael "Mike" Wazowski
- Sissy Spacek: Sophie "Sofia" Fennimore
- Mary Gibbs: Mary "Boo"
- Steve Buscemi: Randall Boggs
- Jennifer Tilly: Celia Mae
- James Coburn: Henry J. Waternoose III
- Bob Peterson: Roz
- Frank Oz: Jeff Fungus
- John Ratzenberger: The Abominable Snowman
- Samuel Lord Black: George Sanderson
- Philip Proctor: Charlie
- Steve Susskind: Jerry Slugworth
- Dan Gerson: Smitty i Needleman
- Bonnie Hunt: Ms. Flint
- Jeff Pidgeon: Thaddeus "Phlegm" Bile
- Joe Ranft: Peter "Claws" Ward

## Premis
Monsters, Inc. va guanyar l'Oscar a la millor cançó original (Randy Newman per "If I Didn't Have You"). També fou nominat a l'Oscar a la millor pel·lícula d'animació, al millor so i a la millor banda sonora. Fou el primer any de la història dels Oscars en què dues pel·lícules animades obtingueren un premi; l'altra pel·lícula fou Shrek que guanyà l'Oscar a la millor pel·lícula d'animació.